# Пяски (гміна Шадек)
Пя́ски (пол. Piaski) — село в Польщі, у гміні Шадек Здунськовольського повіту Лодзинського воєводства.
Населення — 122 особи (2011).
У 1975—1998 роках село належало до Серадзького воєводства.

## Демографія
Демографічна структура станом на 31 березня 2011 року:
|          | Загалом | Допрацездатний вік | Працездатний вік | Постпрацездатний вік |
| -------- | ------- | ------------------ | ---------------- | -------------------- |
| Чоловіки | 57      | 7                  | 39               | 11                   |
| Жінки    | 65      | 13                 | 33               | 19                   |
| Разом    | 122     | 20                 | 72               | 30                   |